# Conversión paramétrica descendente espontánea
La conversión paramétrica descendente espontánea (de Spontaneous Parametric Down Conversion y también conocida como SPDC, fluorescencia paramétrica o dispersión paramétrica), es un proceso óptico que ocurre de manera instantánea y convierte un fotón de mayor energía (a saber, un fotón de bombeo) en una pareja de fotones (comúnmente denominados signal e idler) de menor energía, de acuerdo con las leyes de la conservación de la energía y de la conservación del momentum. Es un proceso importante en Óptica cuántica, donde se utiliza para la generación de parejas de fotones entrelazados.

## Proceso básico
Un cristal no lineal se utiliza para dividir haces de fotones en pares de fotones que, siguiendo las leyes de la conservación de la energía y de la conservación del momentum, tienen energías y momentums que combinadas igualan las del fotón y la correspondiente red cristalina. Dado que el índice de refracción de un cristal cambia con la frecuencia, solo ciertos tripletes de frecuencias serán coincidentes en fase de modo que tanto la conservación de la energía como la del momentum se cumplan de manera simultánea. La manera más común de obtener una coincidencia en fase es a través de materiales no lineales birrefringentes, cuyo índice de refracción cambia con la polarización de la luz incidente. Como resultado, los distintos tipos de SPDC se clasifican dependiendo de las polarizaciones del fotón de entrada (pump) y de los dos fotones de salida (signal e idler). 
- Si los fotones signal e idler tienen la misma polarización, y esta es a su vez la polarización del fotón incidente, el proceso es de Tipo 0.[1]
- Si los fotones signal e idler comparten la misma polarización, pero esta es perpendicular a la polarización del fotón incidente, se dice que este proceso es de Tipo I.
- Si los fotones signal e idler tienen polarizaciones ortogonales, este proceso se conoce como de Tipo II.[2]

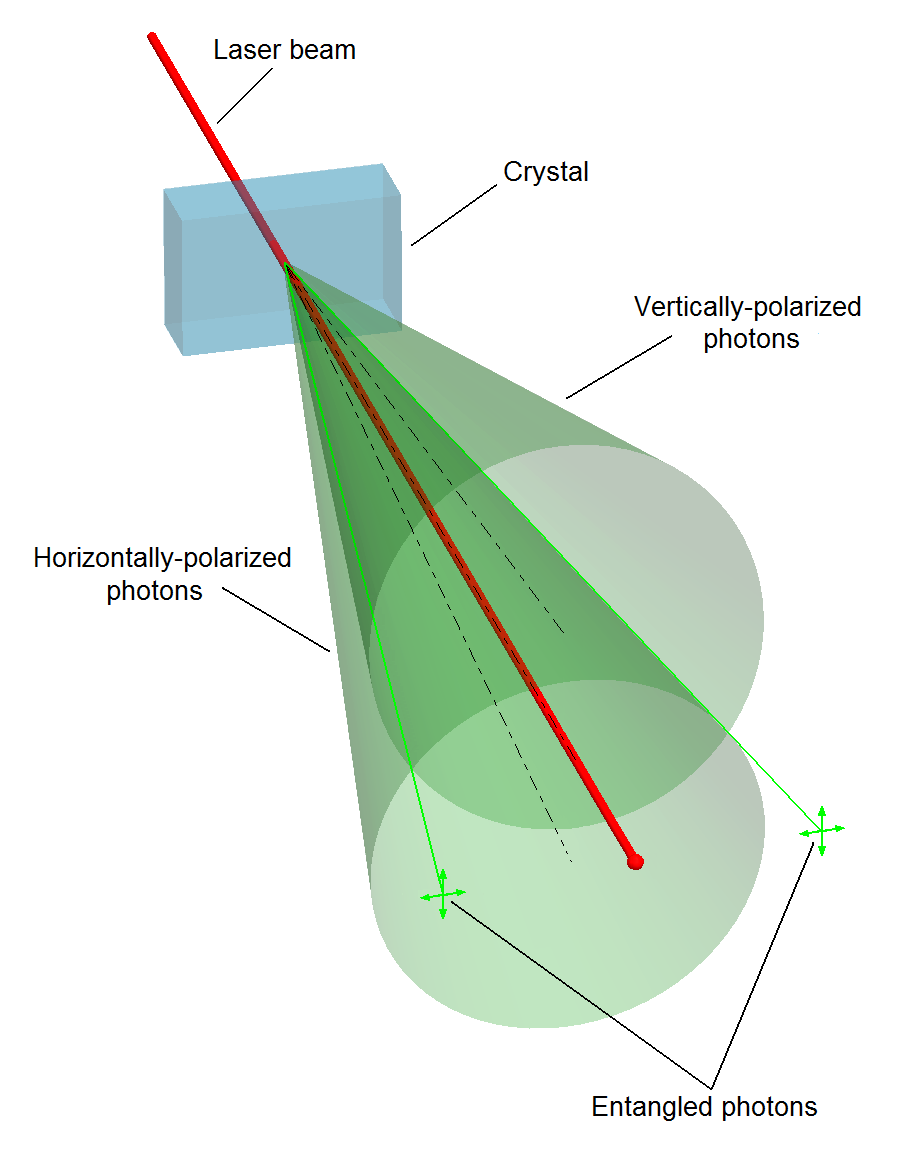

La eficiencia de conversión del proceso de SPDC es generalmente muy baja, con récords de eficiencia del orden de 4 pares por 106 fotones incidentes en una guía de onda de PPLN.  Sin embargo, si uno de los dos fotones es detectado (el fotón signal), entonces se sabe que el fotón idler también está presente. En general, se considera que el producto de un proceso de Tipo 1 es un estado de vacío comprimido (squeezed vacuum), que solo contiene términos con números pares de  fotones.

## Ejemplo
Normalmente, en el diseño de un experimento de SPDC se utiliza un rayo láser potente, comúnmente conocido como el haz de bombeo (pump). Dicho láser se dirige hacia un cristal de BBO (beta-borato de bario) o de LN (niobato de litio). La mayoría de los fotones del haz de bombeo simplemente atraviesan el cristal. Sin embargo, algunos fotones son sometidos a un proceso de conversión paramétrica descendente espontánea de Tipo II, y las parejas de fotones resultantes tienen trayectorias que ocurren a lo largo de las aristas de dos conos, cuyos ejes se distribuyen de manera simétrica relativas al haz de bombeo. Adicionalmente, debido a la conservación de momentum, los dos fotones siempre se encuentran ubicados de manera simétrica a lo largo de las aristas de los conos, relativos al haz de bombeo. Es importante destacar que las trayectorias de las parejas de fotones pueden existir de manera simultánea en las dos líneas en las que los conos se intersecan, resultando así en el entrelazamiento cuántico de las parejas de fotones cuyas polarizaciones son perpendiculares.